# St. Johann Baptist (Ullstadt)

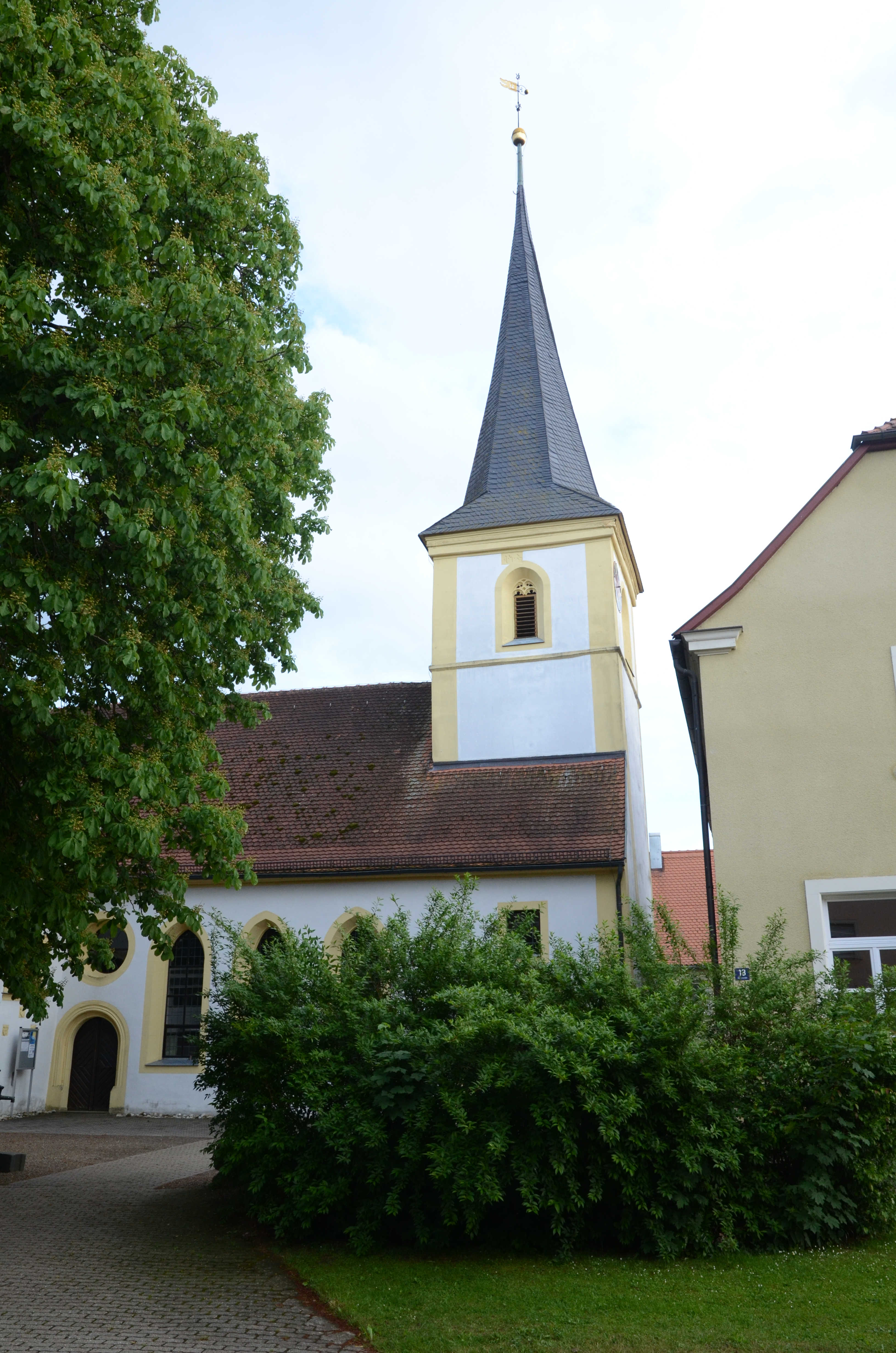
St. Johann Baptist

St. Johann Baptist ist eine nach Johannes dem Täufer benannte evangelisch-lutherische Kirche in Ullstadt (Dekanat Neustadt an der Aisch).

## Kirchengemeinde
Ursprünglich war St. Johann Baptist eine Filialkirche von St. Michael in Herbolzheim. Sie wurde 1340 zur Pfarrkirche erhoben, zu der die Kapellen St. Marien und St. Leonhard in Ezelheim gehörten. Diese wurden 1349 von St. Johann Baptist abgetrennt. Das Kirchenpatronat hatten ursprünglich die Herren von Seckendorff. Mit deren Übertritt zur Lehre Martin Luthers im Jahr 1522 wurde Ullstadt evangelisch. 1662 ging das Patronat an die katholischen Herren von Frankenstein über, die das Rittergut Ullstadt samt Besitzungen erworben hatten.
Seit 1957 ist St. Johann Baptist keine eigenständige Pfarrei mehr, sondern Teil der Pfarrei Langenfeld (ursprünglich St. Nikolaus, seit dem Neubau im Jahr 1971/73 Jesus-Christus-Kirche). Die Kirchengemeinde hatte 1986 280 Mitglieder.

## Kirchengebäude
Die ursprüngliche im 14. Jahrhundert errichtete Pfarrkirche bestand nur aus einem Chorturm. Im Zuge des Umbaus im 15. Jahrhundert wurde ein fünfachsiges Langhaus mit einschiffigem Saal angefügt und der Chorturm auf Höhe des Langhauses abgebrochen, so dass von diesem nur noch der Altarraum mit einem Kreuzrippengewölbe übrig geblieben ist, und ein Westturm errichtet. 1492 wurde an der Nordseite eine Vorhalle angebaut. 1601 wurde der Turm um einen Glockenstuhlbalken und einem im gotischen Stil gehaltenen achtseitigen, schieferbedeckten Pyramidendach – einem sog. Juliushelm – erweitert.
Der ursprünglich unmittelbar an der Kirche befindliche Friedhof wurde 1594 an anderer Stelle angelegt.

## Ausstattung
Die Innenausstattung (Altar, Kanzel, Taufbecken, Gemälde und Stuckverkleidungen) wurde in den 1720er Jahren ersetzt. 
Die erste Orgel von 1688 wurde 1713 ersetzt. Die heutige Orgel aus dem Jahr 1857 schuf Augustin Ferdinand Bittner jun. aus Nürnberg.